# Fromia monilis
Fromia monilis · Etoile à mailles rouges
Espèce
Fromia monilis, communément nommé Étoile à mailles rouges, est une espèce d'étoile de mer qui appartient à la famille des Goniasteridae.

## Description

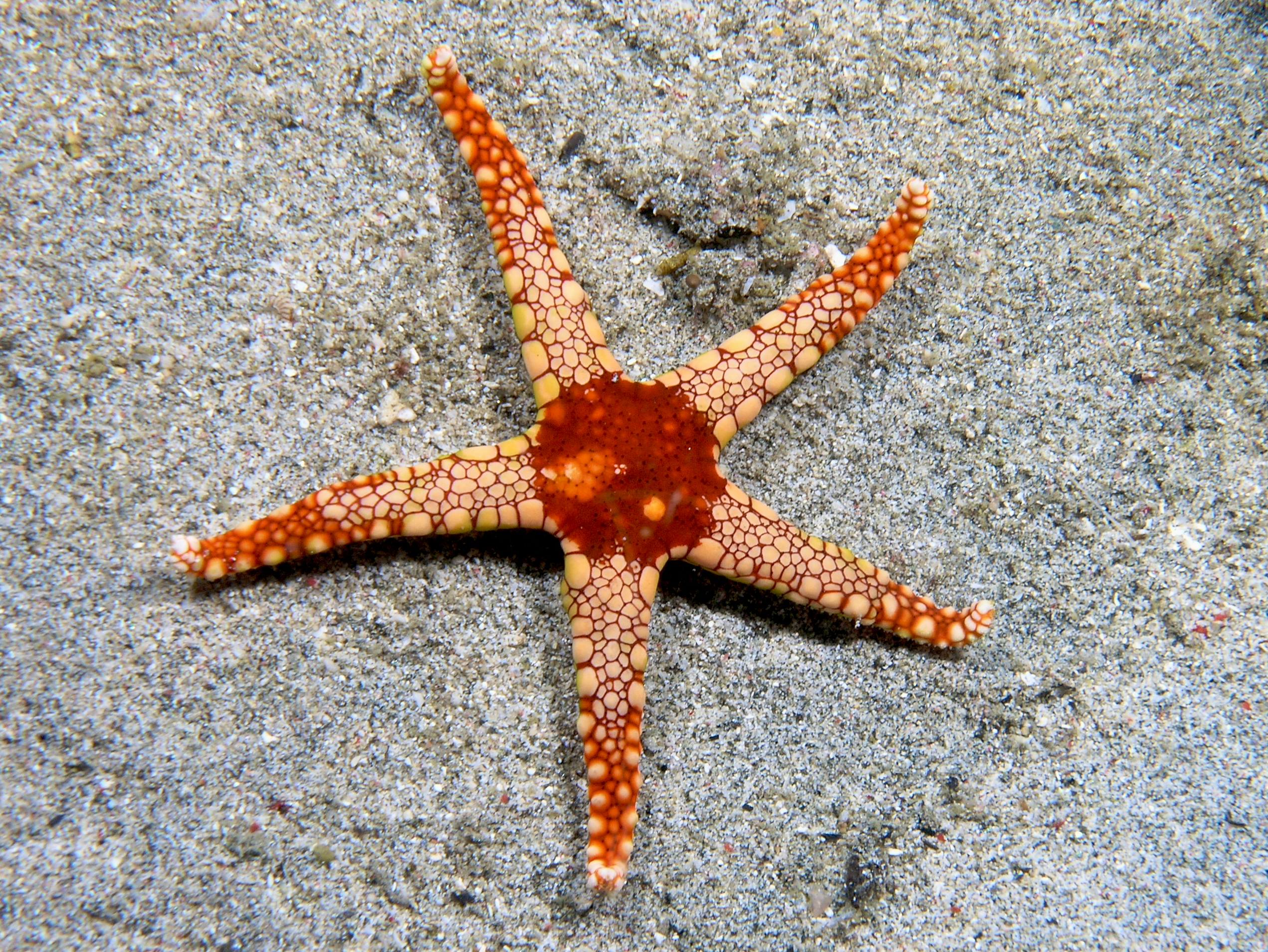
Fromia monilis (Timor oriental)

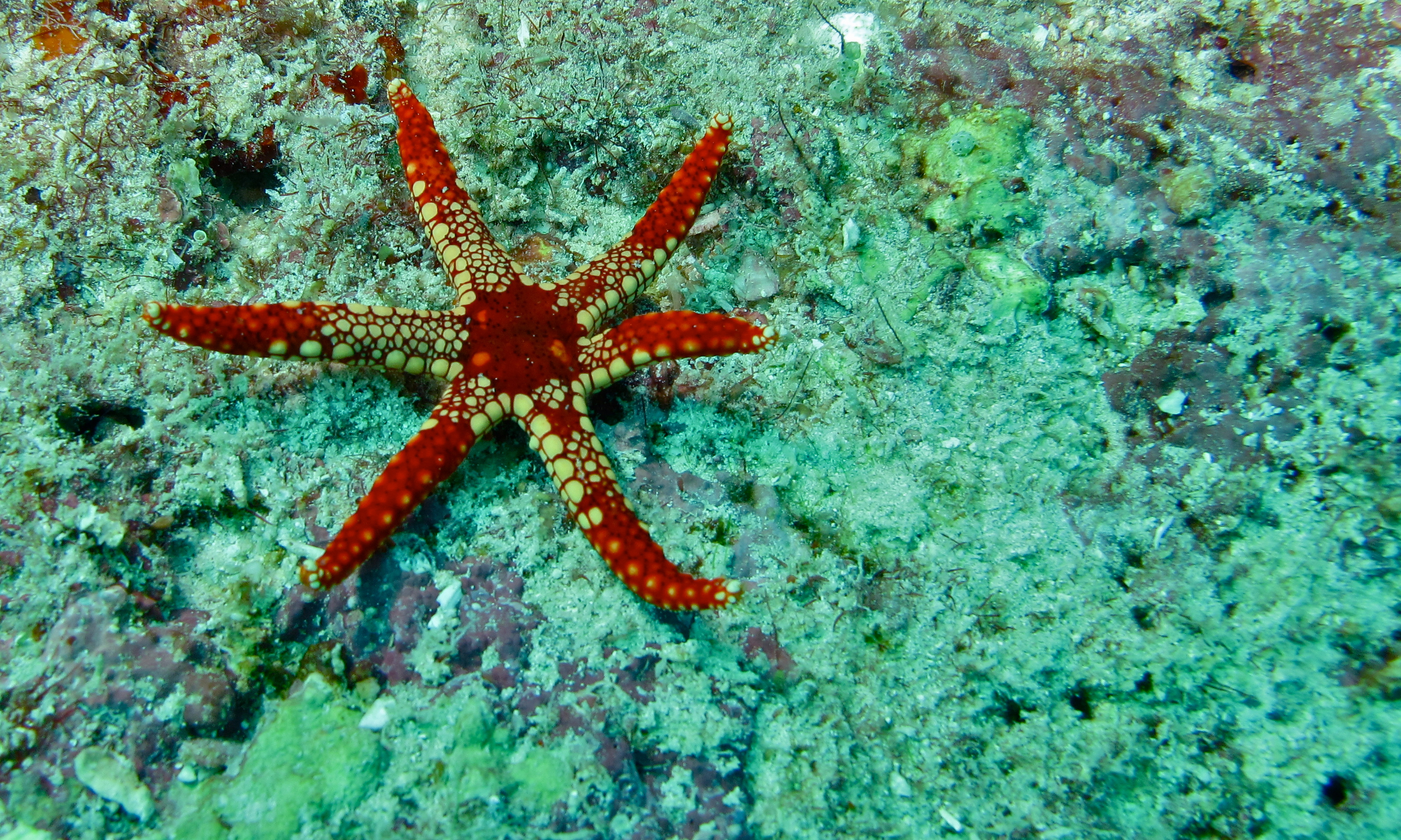
Avec 6 bras.

L'étoile de mer à mailles rouges est une astéride à cinq bras triangulaires rayonnant autour d'un disque central aplati. Elle est de teinte rouge (parfois orangée, voire violette ou bleue), plus ou moins densément couverte de grosses plaques blanches ou beiges arrondies et lisses, généralement plus petites et moins denses à partir de la moitié la plus distale des bras (dont les pointes sont donc rouges, ou du moins de la couleur de fond). Ces plaques laissent normalement une zone nue plus ou moins pentagonale sur le disque central, mais peuvent aussi parfois le couvrir entièrement. La plaque madréporitique est orange, comme l'anus, central. Elle mesure de 10 à 12 centimètres de diamètre à l'âge adulte.
Cette espèce est parfois très difficile à différencier de l'espèce proche Fromia nodosa : elle s'en distingue principalement par le fait que ses plaques ne sont pas en relief, contrairement à celles de F. nodosa. Mais la variation d'aspect des deux espèces est énorme, d'autant plus que d'autres espèces arborent une apparence très proche, notamment dans le genre Paraferdina, ou surtout Celerina heffernani.

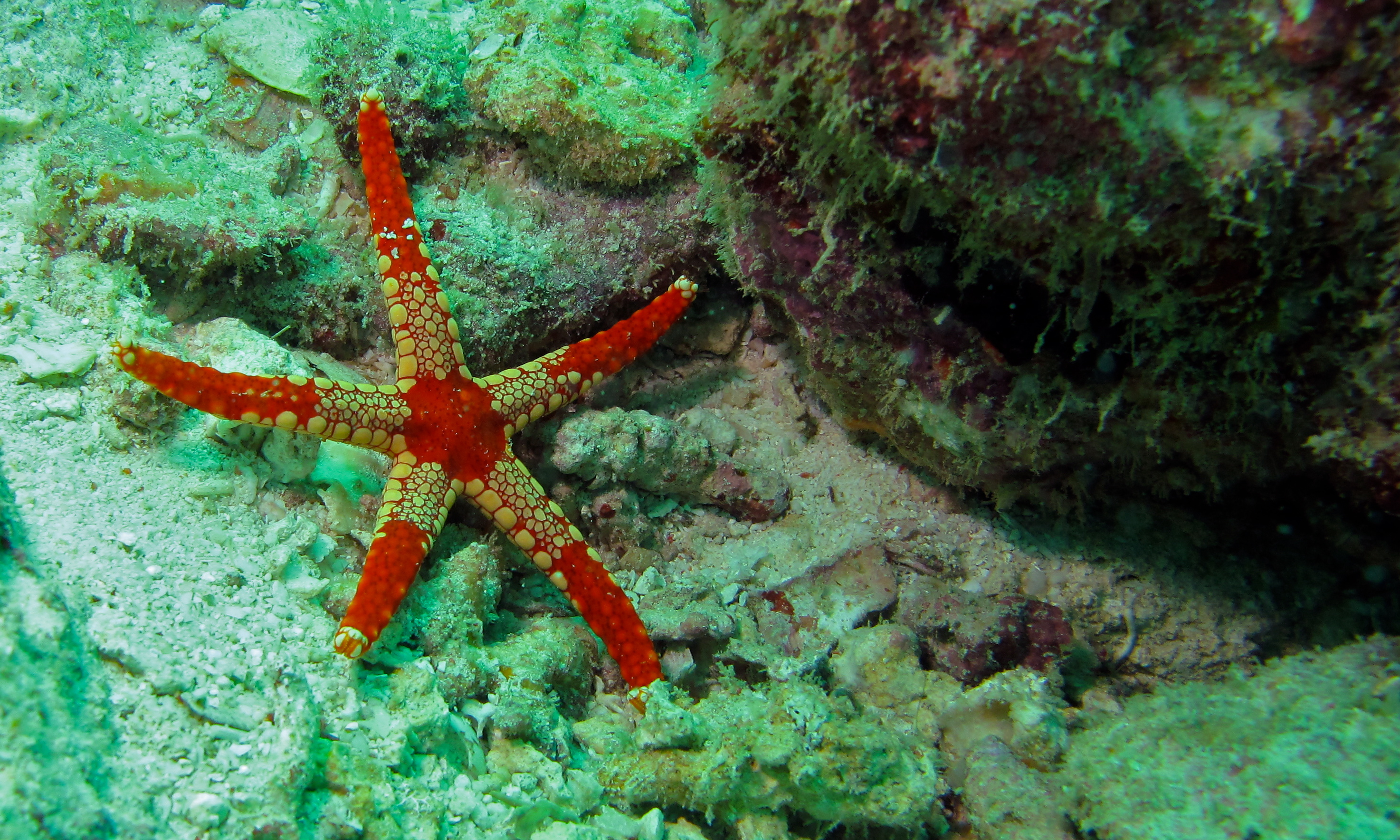
Fromia monilis (Sabah, Malaisie)
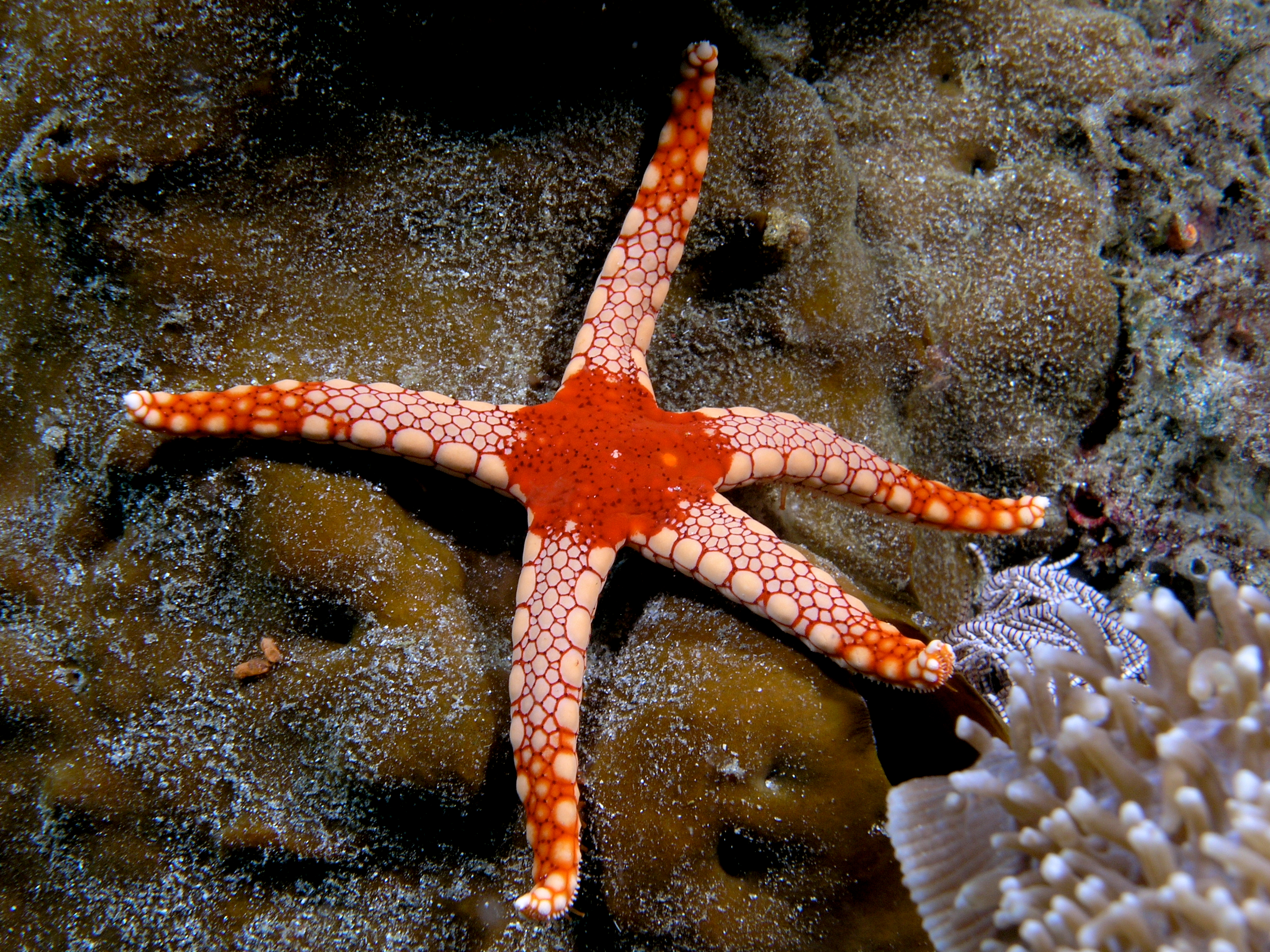
Spécimen du Timor.
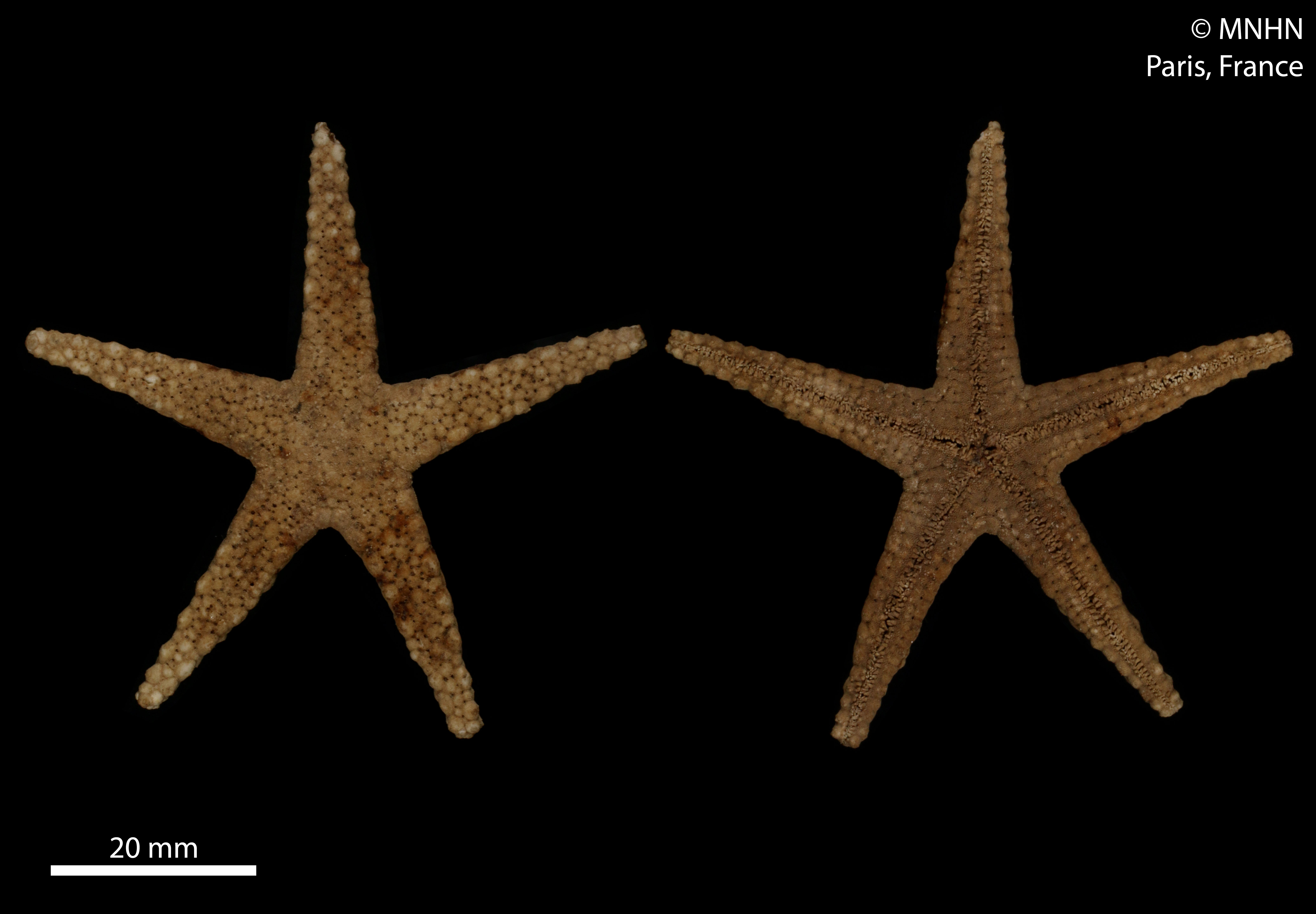
Holotype du MNHN.
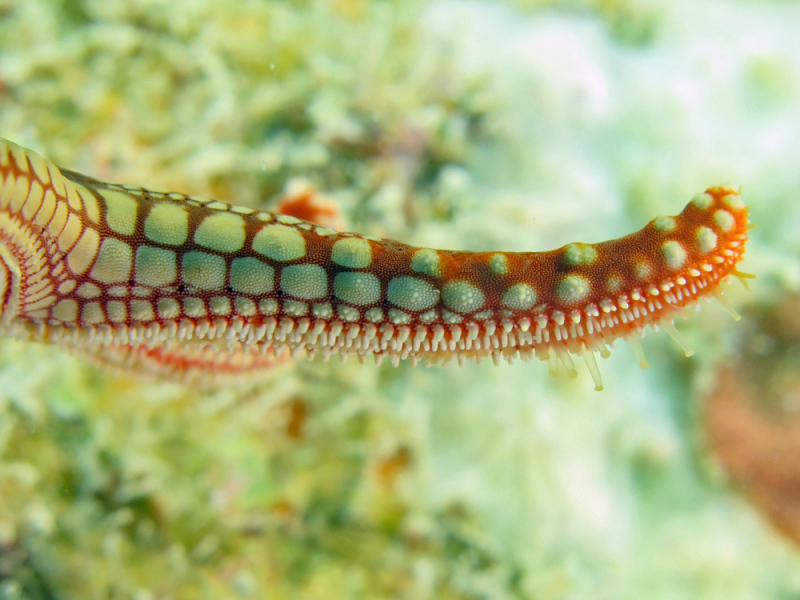
Détail du bras.

## Distribution
L'étoile de mer indienne est largement répartie dans les eaux tropicales de l'Indo-Pacifique central, de Singapour à la Nouvelle-Calédonie. On la trouve entre quelques mètres et 35 mètres de profondeur, sur tous types de fonds.